# Meilleur footballeur de l'année FIFA
Le meilleur joueur de l'année de la FIFA est un prix de football attribué chaque année par la Fédération internationale de football association (FIFA) dans le cadre des cérémonies The Best FIFA Football Awards.
Créé en 1991 sous le nom de Joueur mondial de la FIFA, il a été fusionné avec le Ballon d'or entre 2010 et 2015 avant de reprendre son indépendance sous le nom de The Best - Joueur de la FIFA depuis 2016.

## Histoire
De 1991 à 2009, un prix est remis chaque année par la FIFA pour récompenser le meilleur footballeur masculin de la planète, sous le nom de Joueur mondial de la FIFA.
En 2010, il fusionne avec le Ballon d'or de France Football pour donner naissance au FIFA Ballon d'or, décerné six fois : quatre à Lionel Messi et deux à Cristiano Ronaldo.
En 2016, France Football et la FIFA mettent fin à leur partenariat : le trophée du Ballon d'or est repris en propre par le magazine et celui de la FIFA réactivé sous le nom de The Best - Joueur de la FIFA. Il est désormais décerné chaque année lors de cérémonies The Best FIFA Football Awards dont la première a eu lieu le 9 janvier 2017 à Zurich, en Suisse, où sont également récompensés le meilleur gardien de buts, le meilleur entraîneur, le meilleur buteur ainsi que les trophées équivalents dans le football féminin.
- The Best – Joueuse de la FIFA
- The Best – Joueur de la FIFA
- The Best – Entraîneur de la FIFA pour le football féminin
- The Best – Entraîneur de la FIFA pour le football masculin
- The Best – Gardienne de but de la FIFA
- The Best – Gardien de but de la FIFA 2023
- Prix des Supporters de la FIFA 2023

## Attribution
Les critères de nomination sont les performances sportives ainsi que la conduite sur et hors du terrain.
Les votes sont réalisés par un représentant des médias de chaque pays membre de la FIFA et les entraîneurs et capitaines de chaque équipe nationale.
En octobre 2016, le grand public est également autorisé à voter. Chaque groupe dispose de 25 % de l'ensemble des suffrages.
En 2023, plus d'un million de votes ont été exprimés par les supporters du monde entier.

## Palmarès
| Année                                                              | Vainqueur                 | Club                      | Deuxième                  | Club                      | Troisième                       | Club                      |
| Joueur mondial de la FIFA                                          | Joueur mondial de la FIFA | Joueur mondial de la FIFA | Joueur mondial de la FIFA | Joueur mondial de la FIFA | Joueur mondial de la FIFA       | Joueur mondial de la FIFA |
| ------------------------------------------------------------------ | ------------------------- | ------------------------- | ------------------------- | ------------------------- | ------------------------------- | ------------------------- |
| 1991                                                               | Lothar Matthäus           | Inter Milan               | Jean-Pierre Papin         | Olympique de Marseille    | Gary Lineker                    | Tottenham Hotspur         |
| 1992                                                               | Marco van Basten          | AC Milan                  | Hristo Stoitchkov         | FC Barcelone              | Thomas Häßler                   | AS Rome                   |
| 1993                                                               | Roberto Baggio            | Juventus FC               | Romário                   | FC Barcelone              | Dennis Bergkamp                 | Inter Milan               |
| 1994                                                               | Romário                   | FC Barcelone              | Hristo Stoitchkov         | FC Barcelone              | Roberto Baggio                  | Juventus FC               |
| 1995                                                               | George Weah               | PSG / AC Milan            | Paolo Maldini             | AC Milan                  | Jürgen Klinsmann                | Tottenham Hotspur         |
| 1996                                                               | Ronaldo                   | FC Barcelone              | George Weah               | AC Milan                  | Alan Shearer                    | Newcastle United          |
| 1997                                                               | Ronaldo                   | Inter Milan               | Roberto Carlos            | Real Madrid               | Dennis Bergkamp Zinédine Zidane | Arsenal FC Juventus FC    |
| 1998                                                               | Zinédine Zidane           | Juventus FC               | Ronaldo                   | Inter Milan               | Davor Šuker                     | Real Madrid               |
| 1999                                                               | Rivaldo                   | FC Barcelone              | David Beckham             | Manchester United         | Gabriel Batistuta               | ACF Fiorentina            |
| 2000                                                               | Zinédine Zidane           | Juventus FC               | Luís Figo                 | Real Madrid               | Rivaldo                         | FC Barcelone              |
| 2001                                                               | Luís Figo                 | Real Madrid               | David Beckham             | Manchester United         | Raúl González                   | Real Madrid               |
| 2002                                                               | Ronaldo                   | Real Madrid               | Oliver Kahn               | Bayern Munich             | Zinédine Zidane                 | Real Madrid               |
| 2003                                                               | Zinédine Zidane           | Real Madrid               | Thierry Henry             | Arsenal FC                | Ronaldo                         | Real Madrid               |
| 2004                                                               | Ronaldinho                | FC Barcelone              | Thierry Henry             | Arsenal FC                | Andriy Chevtchenko              | AC Milan                  |
| 2005                                                               | Ronaldinho                | FC Barcelone              | Frank Lampard             | Chelsea FC                | Samuel Eto'o                    | FC Barcelone              |
| 2006                                                               | Fabio Cannavaro           | Juventus FC / Real Madrid | Zinédine Zidane           | Real Madrid               | Ronaldinho                      | FC Barcelone              |
| 2007                                                               | Kaká                      | AC Milan                  | Lionel Messi              | FC Barcelone              | Cristiano Ronaldo               | Manchester United         |
| 2008                                                               | Cristiano Ronaldo         | Manchester United         | Lionel Messi              | FC Barcelone              | Fernando Torres                 | Liverpool FC              |
| 2009                                                               | Lionel Messi              | FC Barcelone              | Cristiano Ronaldo         | Manchester United         | Xavi Hernández                  | FC Barcelone              |
| Entre 2010 et 2015, le prix a été remplacé par le FIFA Ballon d'or |                           |                           |                           |                           |                                 |                           |
| 2010                                                               | Lionel Messi              | FC Barcelone              | Andrés Iniesta            | FC Barcelone              | Xavi Hernández                  | FC Barcelone              |
| 2011                                                               | Lionel Messi              | FC Barcelone              | Cristiano Ronaldo         | Real Madrid               | Xavi Hernández                  | FC Barcelone              |
| 2012                                                               | Lionel Messi              | FC Barcelone              | Cristiano Ronaldo         | Real Madrid               | Andrés Iniesta                  | FC Barcelone              |
| 2013                                                               | Cristiano Ronaldo         | Real Madrid               | Lionel Messi              | FC Barcelone              | Franck Ribéry                   | Bayern Munich             |
| 2014                                                               | Cristiano Ronaldo         | Real Madrid               | Lionel Messi              | FC Barcelone              | Manuel Neuer                    | Bayern Munich             |
| 2015                                                               | Lionel Messi              | FC Barcelone              | Cristiano Ronaldo         | Real Madrid               | Neymar                          | FC Barcelone              |
| The Best - Joueur de la FIFA                                       |                           |                           |                           |                           |                                 |                           |
| 2016                                                               | Cristiano Ronaldo         | Real Madrid               | Lionel Messi              | FC Barcelone              | Antoine Griezmann               | Atlético Madrid           |
| 2017                                                               | Cristiano Ronaldo         | Real Madrid               | Lionel Messi              | FC Barcelone              | Neymar                          | FC Barcelone / Paris SG   |
| 2018                                                               | Luka Modrić               | Real Madrid               | Cristiano Ronaldo         | Real Madrid / Juventus FC | Mohamed Salah                   | Liverpool FC              |
| 2019                                                               | Lionel Messi              | FC Barcelone              | Virgil van Dijk           | Liverpool FC              | Cristiano Ronaldo               | Juventus FC               |
| 2020                                                               | Robert Lewandowski        | Bayern Munich             | Cristiano Ronaldo         | Juventus FC               | Lionel Messi                    | FC Barcelone              |
| 2021                                                               | Robert Lewandowski        | Bayern Munich             | Lionel Messi              | FC Barcelone / Paris SG   | Mohamed Salah                   | Liverpool FC              |
| 2022                                                               | Lionel Messi              | Paris Saint-Germain       | Kylian Mbappé             | Paris Saint-Germain       | Karim Benzema                   | Real Madrid               |
| 2023                                                               | Lionel Messi              | Inter Miami / Paris SG    | Erling Haaland            | Manchester City           | Kylian Mbappé                   | Paris Saint-Germain       |
| 2024                                                               | Vinícius Júnior           | Real Madrid               | Rodri                     | Manchester City           | Jude Bellingham                 | Real Madrid               |

### Statistiques

#### Palmarès par joueur
| Rang | Joueur             | Première | Deuxième | Troisième |
| ---- | ------------------ | -------- | -------- | --------- |
| 1    | Lionel Messi       | 8        | 7        | 1         |
| 2    | Cristiano Ronaldo  | 5        | 6        | 2         |
| 3    | Zinédine Zidane    | 3        | 1        | 2         |
| 4    | Ronaldo            | 3        | 1        | 1         |
| 5    | Ronaldinho         | 2        | 0        | 1         |
| 6    | Robert Lewandowski | 2        | 0        | 0         |
| 7    | Luís Figo          | 1        | 1        | 0         |
| 7    | Romario            | 1        | 1        | 0         |
| 7    | George Weah        | 1        | 1        | 0         |
| 10   | Roberto Baggio     | 1        | 0        | 1         |
| 10   | Rivaldo            | 1        | 0        | 1         |
| 12   | Lothar Matthäus    | 1        | 0        | 0         |
| 12   | Marco van Basten   | 1        | 0        | 0         |
| 12   | Kaká               | 1        | 0        | 0         |
| 12   | Luka Modrić        | 1        | 0        | 0         |
| 12   | Fabio Cannavaro    | 1        | 0        | 0         |
| 12   | Vinícius Júnior    | 1        | 0        | 0         |
| 17   | David Beckham      | 0        | 2        | 0         |
| 17   | Thierry Henry      | 0        | 2        | 0         |
| 17   | Hristo Stoitchkov  | 0        | 2        | 0         |
| 20   | Andrés Iniesta     | 0        | 1        | 1         |
| 20   | Kylian Mbappé      | 0        | 1        | 1         |
| 23   | Jean-Pierre Papin  | 0        | 1        | 0         |
| 23   | Erling Haaland     | 0        | 1        | 0         |
| 23   | Paolo Maldini      | 0        | 1        | 0         |
| 23   | Roberto Carlos     | 0        | 1        | 0         |
| 23   | Virgil van Dijk    | 0        | 1        | 0         |
| 23   | Oliver Kahn        | 0        | 1        | 0         |
| 23   | Frank Lampard      | 0        | 1        | 0         |
| 23   | Rodri              | 0        | 1        | 0         |
| 31   | Xavi Hernández     | 0        | 0        | 3         |
| 32   | Neymar             | 0        | 0        | 2         |
| 32   | Dennis Bergkamp    | 0        | 0        | 2         |
| 32   | Mohamed Salah      | 0        | 0        | 2         |
| 35   | Manuel Neuer       | 0        | 0        | 1         |
| 35   | Antoine Griezmann  | 0        | 0        | 1         |
| 35   | Fernando Torres    | 0        | 0        | 1         |
| 35   | Raúl González      | 0        | 0        | 1         |
| 35   | Jürgen Klinsmann   | 0        | 0        | 1         |
| 35   | Thomas Häßler      | 0        | 0        | 1         |
| 35   | Alan Shearer       | 0        | 0        | 1         |
| 35   | Gary Lineker       | 0        | 0        | 1         |
| 35   | Samuel Eto'o       | 0        | 0        | 1         |
| 35   | Gabriel Batistuta  | 0        | 0        | 1         |
| 35   | Davor Šuker        | 0        | 0        | 1         |
| 35   | Andriy Chevtchenko | 0        | 0        | 1         |
| 35   | Franck Ribéry      | 0        | 0        | 1         |
| 35   | Karim Benzema      | 0        | 0        | 1         |
| 35   | Jude Bellingham    | 0        | 0        | 1         |

#### Palmarès par nationalité
L'équipe nationale comportant le plus de lauréats est l'équipe du Brésil avec neuf titres. Suivent l'équipe d'Argentine avec huit titres de joueur mondial obtenus via un seul et même joueur, Lionel Messi. Enfin, l'équipe du Portugal complète ce podium avec six titres.
| Rang | Équipe nationale | Première | Deuxième | Troisième |
| ---- | ---------------- | -------- | -------- | --------- |
| 1    | Brésil           | 9        | 3        | 5         |
| 2    | Argentine        | 8        | 7        | 2         |
| 3    | Portugal         | 6        | 7        | 2         |
| 4    | France           | 3        | 5        | 5         |
| 5    | Italie           | 2        | 1        | 1         |
| 6    | Pologne          | 2        | 0        | 0         |
| 7    | Allemagne        | 1        | 1        | 3         |
| 8    | Pays-Bas         | 1        | 1        | 2         |
| 9    | Liberia          | 1        | 1        | 0         |
| 10   | Croatie          | 1        | 0        | 1         |
| 11   | Angleterre       | 0        | 3        | 3         |
| 12   | Bulgarie         | 0        | 2        | 0         |
| 13   | Espagne          | 0        | 2        | 6         |
| 14   | Égypte           | 0        | 0        | 2         |
| 15   | Ukraine          | 0        | 0        | 1         |
| 15   | Cameroun         | 0        | 0        | 1         |

#### Palmarès par club
| Rang | club                   | Première | Deuxième | Troisième |
| ---- | ---------------------- | -------- | -------- | --------- |
| 1    | FC Barcelone           | 11       | 10       | 9         |
| 2    | Real Madrid            | 10       | 7        | 5         |
| 3    | Juventus FC            | 4        | 2        | 3         |
| 4    | AC Milan               | 3        | 2        | 1         |
| 5    | Paris Saint-Germain    | 2        | 2        | 1         |
| 6    | Bayern Munich          | 2        | 1        | 2         |
| 7    | Inter Milan            | 2        | 1        | 1         |
| 8    | Manchester United      | 1        | 3        | 1         |
| 9    | Liverpool FC           | 0        | 1        | 3         |
| 10   | Arsenal FC             | 0        | 2        | 1         |
| 11   | Tottenham Hotspur      | 0        | 0        | 2         |
| 12   | Olympique de Marseille | 0        | 1        | 0         |
| 12   | Chelsea FC             | 0        | 1        | 0         |
| 14   | Atlético de Madrid     | 0        | 0        | 1         |
| 14   | ACF Fiorentina         | 0        | 0        | 1         |
| 14   | Newcastle United       | 0        | 0        | 1         |
| 14   | AS Rome                | 0        | 0        | 1         |